# Icterus galbula
La oropéndola de Baltimore, turpial de Baltimore, calandria de Baltimore, bolsero de Baltimore o turpial norteño (Icterus galbula), es una pequeña especie de ave paseriforme de la familia Icteridae. En promedio mide 18 cm de longitud y pesa 34 g. Esta ave recibe su nombre vulgar debido a que los colores del macho son similares a los colores que ostenta el escudo de Lord Baltimore. Antiguamente se consideraba que esta especie e Icterus bullockii eran una misma especie.

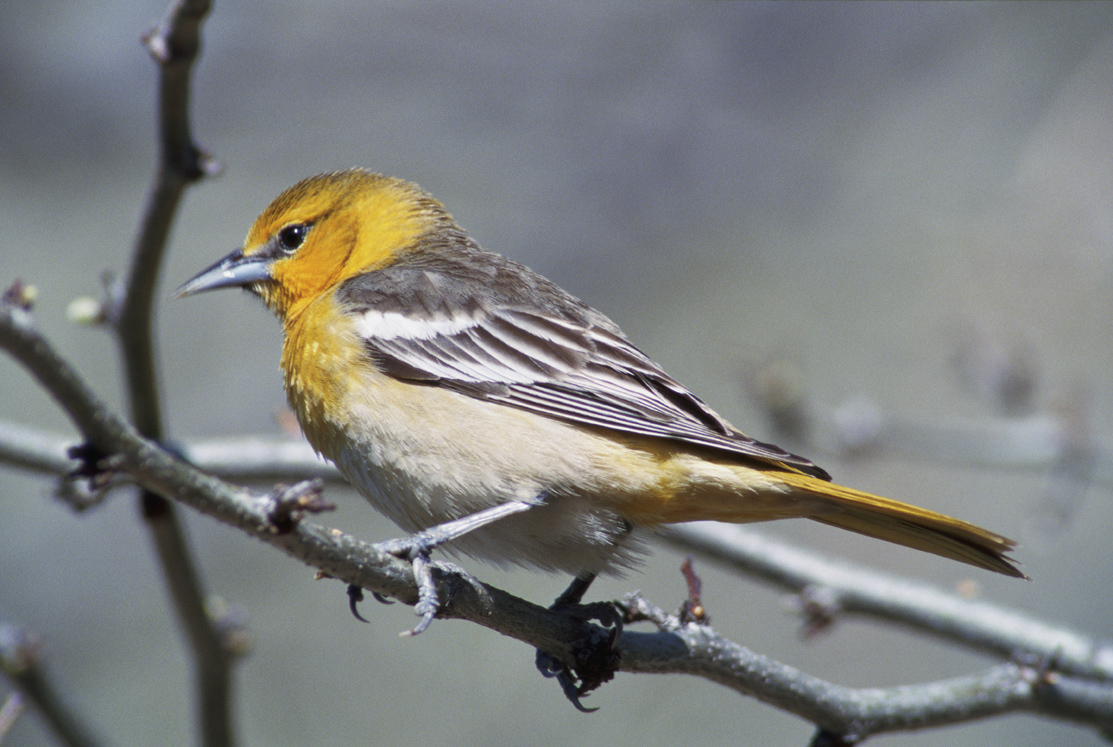
Hembra adulta.

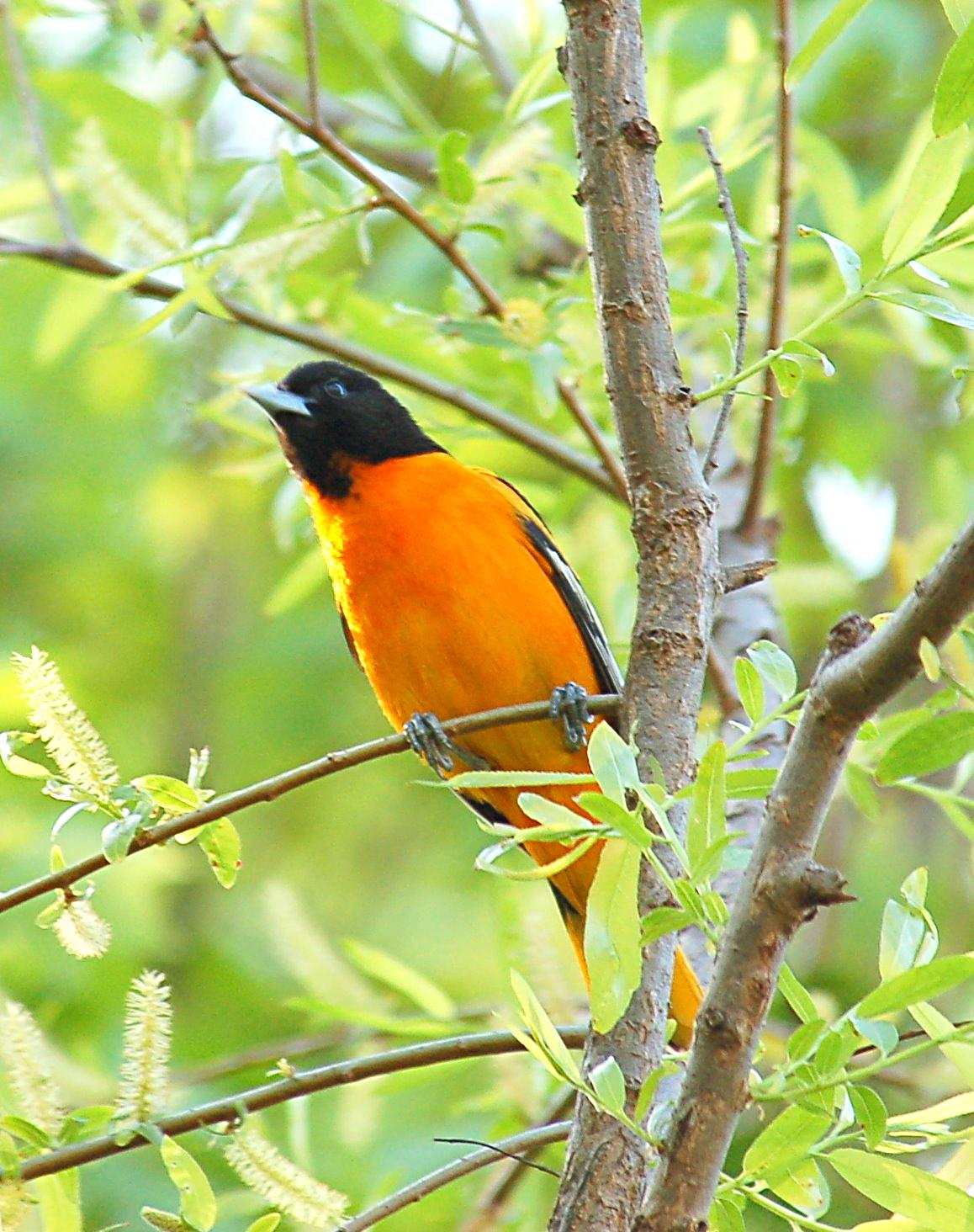
Macho adulto, vista inferior.

Su cola es relativamente corta. La parte alta de su mandíbula es recta. Los adultos poseen un pico en punta y franjas blancas en sus alas. El macho adulto es color anaranjado en su zona inferior, hombros y trasero. Todo el resto del cuerpo del macho es negro. La hembra adulta posee su zona inferior de color amarillo-marrón; en las partes superiores con alas oscuras, y pleno anaranjado en pecho y cogote.
El macho entona un silbido fuerte y aflautado, el cual permite ubicar la posición del ave mucho antes de haberla podido avistar. 
Es una especie migratoria que durante el invierno se asienta en América Central y Norte de América del Sur con un registro en Chile. Durante su emigración se le puede ver en grandes bandadas. Se reproduce en la zona este de los Estados Unidos y pasa el invierno en el hemisferio norte, desde México hasta el norte de Sudamérica.
Prefiere los bosques húmedos y semihúmedos, o en proximidades a los mismos.